# Typhlomangelia nivalis
Typhlomangelia nivalis is een slakkensoort uit de familie van de Borsoniidae. De wetenschappelijke naam van de soort is voor het eerst geldig gepubliceerd in 1846 door Lovén.